# Gran Premi d'Hongria
|  | Aquest article tracta sobre Fórmula 1. Si cerqueu informació sobre motociclisme, vegeu «Gran Premi d'Hongria de motociclisme». |

El G.P. d'Hongria de Fórmula 1 es corria habitualment al Circuit d'Hungaroring. El primer Gran Premi d'Hongria es va disputar el 21 de juny de 1936 a un circuit traçat en un parc prop del centre de Budapest.
Els constructors Mercedes, Auto Unió i Ferrari van enviar tres automòbils cada un i l'esvent va atraure a una gran quantitat de gent. Amb tot i això, la política i la propera segona Guerra Mundial van significar el final de les competicions automobilístiques per més de cinquanta anys.
El primer Gran Premi de Fórmula 1 a disputar-se darrere del teló d'acer fou el Gran Premi d'Hongria de 1986, en el circuit anomenat Hungaroring, prop de Budapest.
Aquesta carrera es disputa generalment a mitjans de l'estiu d'Europa i és dona la circumstància única que fins ara mai ha plogut durant la competició.
Actualment el Gran Premi d'Hongria atrau aficionats de diversos països de la regió que no tenen un Gran Premi local, fet que ocasiona una gran aglomeració de gent al llarg de tot el Gran Premi.

## Guanyadors del Gran Premi d'Hongria
Amb fons de color els anys no puntuables pel campionat del món
| Any  | Pilot              | Equip              | Resultats |
| ---- | ------------------ | ------------------ | --------- |
| 2020 | Lewis Hamilton     | Mercedes           | Resultats |
| 2019 | Lewis Hamilton     | Mercedes           | Resultats |
| 2018 | Lewis Hamilton     | Mercedes           | Resultats |
| 2017 | Sebastian Vettel   | Ferrari            | Resultats |
| 2016 | Lewis Hamilton     | Mercedes           | Resultats |
| 2015 | Sebastian Vettel   | Ferrari            | Resultats |
| 2014 | Daniel Ricciardo   | Red Bull - Renault | Resultats |
| 2013 | Lewis Hamilton     | Mercedes           | Resultats |
| 2012 | Lewis Hamilton     | McLaren            | Resultats |
| 2011 | Jenson Button      | McLaren            | Resultats |
| 2010 | Mark Webber        | Red Bull - Renault | Resultats |
| 2009 | Lewis Hamilton     | McLaren            | Resultats |
| 2008 | Heikki Kovalainen  | McLaren            | Resultats |
| 2007 | Lewis Hamilton     | McLaren            | Resultats |
| 2006 | Jenson Button      | Honda              | Resultats |
| 2005 | Kimi Räikkönen     | McLaren - Mercedes | Resultats |
| 2004 | Michael Schumacher | Ferrari            | Resultats |
| 2003 | Fernando Alonso    | Renault            | Resultats |
| 2002 | Rubens Barrichello | Ferrari            | Resultats |
| 2001 | Michael Schumacher | Ferrari            | Resultats |
| 2000 | Mika Häkkinen      | McLaren - Mercedes | Resultats |
| 1999 | Mika Häkkinen      | McLaren - Mercedes | Resultats |
| 1998 | Michael Schumacher | Ferrari            | Resultats |
| 1997 | Jacques Villeneuve | Williams - Renault | Resultats |
| 1996 | Jacques Villeneuve | Williams - Renault | Resultats |
| 1995 | Damon Hill         | Williams - Renault | Resultats |
| 1994 | Michael Schumacher | Benetton - Ford    | Resultats |
| 1993 | Damon Hill         | Williams - Renault | Resultats |
| 1992 | Ayrton Senna       | McLaren - Honda    | Resultats |
| 1991 | Ayrton Senna       | McLaren - Honda    | Resultats |
| 1990 | Thierry Boutsen    | Williams - Renault | Resultats |
| 1989 | Nigel Mansell      | Ferrari            | Resultats |
| 1988 | Ayrton Senna       | McLaren - Honda    | Resultats |
| 1987 | Nelson Piquet      | Williams - Honda   | Resultats |
| 1986 | Nelson Piquet      | Williams - Honda   | Resultats |
| 1936 | Tazio Nuvolari     | Alfa Romeo         | Resultats |